# الطباعة في مصر
وصف بلينيوس الأكبر طباعة المنسوجات بالطوب الطيني في مصر في القرن الأول الميلادي، مع وجود أمثلة مصرية ورومانية وبيزنطية وأوكرانية وروسية معروفة، يعود تاريخها إلى القرن الرابع الميلادي.
اعتمدت تقنية الطباعة في مصر في العالم الاسلامي باستنساخ النصوص على شرائط ورقية وتوفيرها بنسخ مختلفة لتلبية الطلب.

## مع الحملة الفرنسية
اول مرة عرفت مصر الطباعة كما وقتها الحالي في وقت الحملة الفرنسية عندما اتت بأحرف معدنية باللغات العربية والفرنسية والتركية والسريانية.
كما يقال ان الحملة أدخلت إلى مصر الطباعة الحجرية ولكن هذا القول ليس صحيح لعدة أسباب

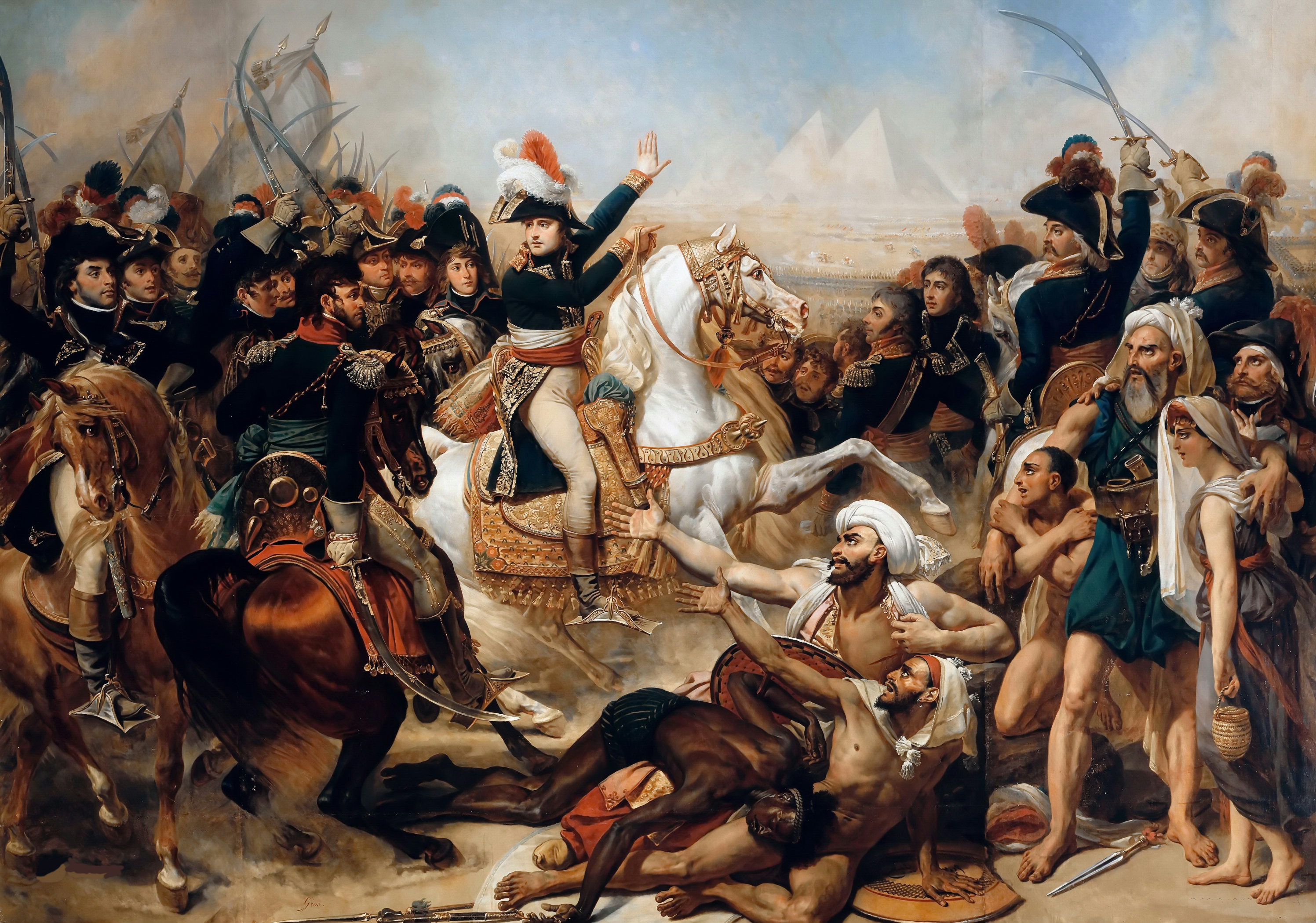
الحملة الفرنسية على مصر (1798 -1801)

- الحجر الجيرى ثقيل جدا اذا بلغت مساحته 1 متر مربع وسمك 6 سم يبلغ وزنه 200 كجم فمن الصعب ان ينقل مع السفن المليئه بالجنود والذخيرة والمؤن
- الحجر الجيرى من الموارد الطبيعية في مصر
- ان طريقة الطباعة الحجرية دخلت إلى فرنسا عام 1816
- ان اغراض الحملة لا تحتاج الطباعة الحجرية بل تحتاج إلى طباعة الأحرف
- غير ذالك لم يجد المؤرخين ورقة واحدة مطبوعة بالطريقة الحجرية

ومن اهم منشورت مطبعة الحملة ثلاث صحائف وهم
Courbet de l'Egypte باللغة الفرنسية واصدرت بعد شهر من دخول الحملة وكانت
موجهة للجنود وتزودهم بالأخبار فتنشر الأوامر العسكرية وبعض الطرائف لتروح عن الجنود وتذهب عنهم الملل
Licade égyptienne وهى مجلة علمية باللغة الفرنسية صدرت في اكتوبر 1797 تهتم بدراسة شؤون مصر ونشرالمسائل الخاصة بحياة المصرية من النواحي العلمية والأدبية والثقافية والأجتماعية وهى موجها لعلماء الحملة ومحرورها من أعضاء المجمع اللغوى الفرنسى
التنبيه حاول أن يصدره الجنرال مينو قائد الحملة الثالث لتغطية النقص في اعلام الحملة بتوجيه وسيلة اعلام للمصريين لذالك اصدر قرار بأنشائها لكن خرجت الحملة الفرنسية من مصر قبل تنفيذه
ولكن عند خروج الحملة عام 1801 أخذت معها المطابع التى أتت بها.

## في عهد محمد على
كان محمد على اول من أنشأ مطبعة في مصر وهى مطبعة بولاق والتى أنشائها لتطبع الكتب والمراجع للمدارس النظامية والمدارس العليا (الجامعات) هذا فضلا مدارس الجيش والأسطول التى انشأها وايضا انشاء جرائد ومثل
1. الوقائع المصرية
2. الجريدة العسكرية

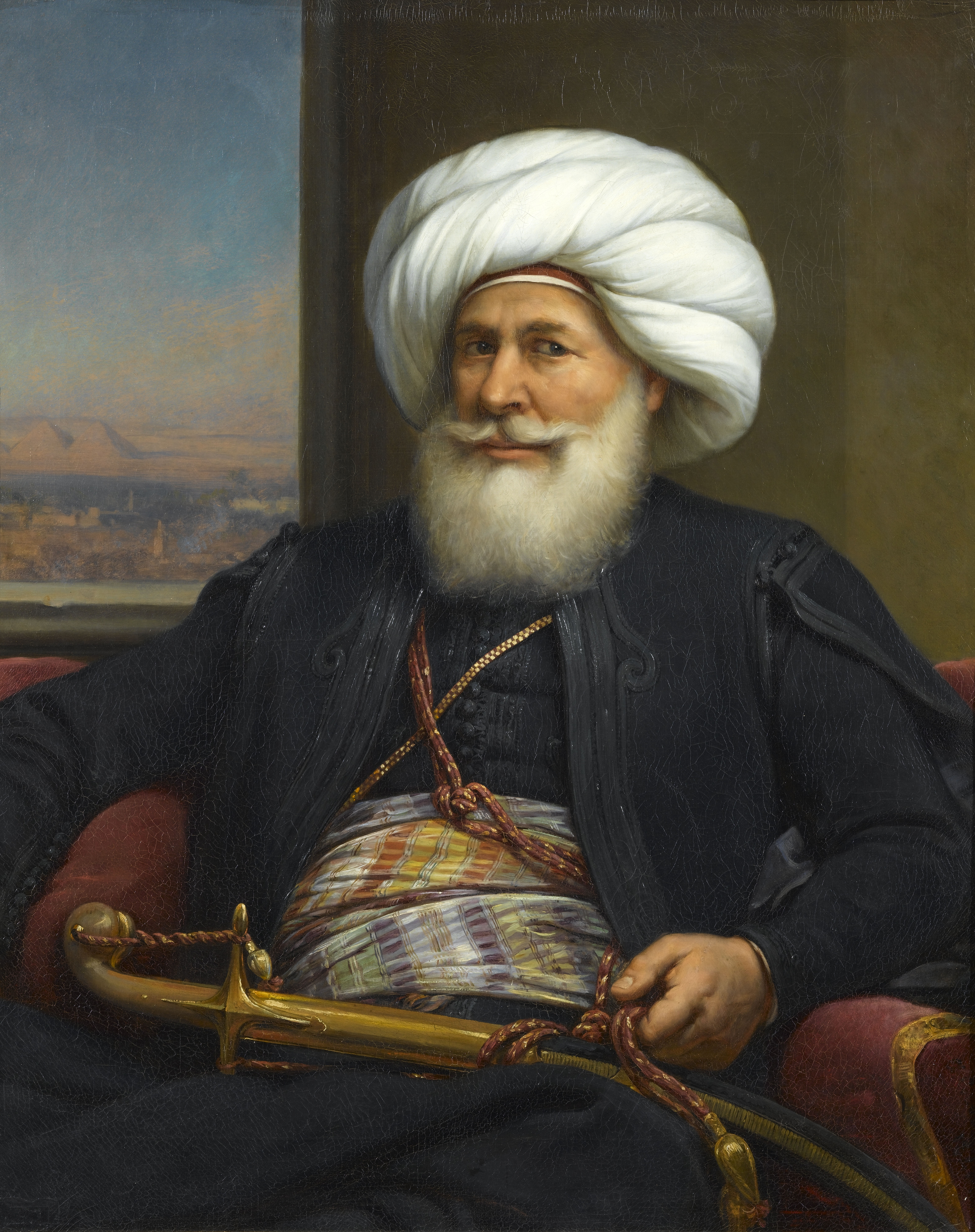
محمد على باشا

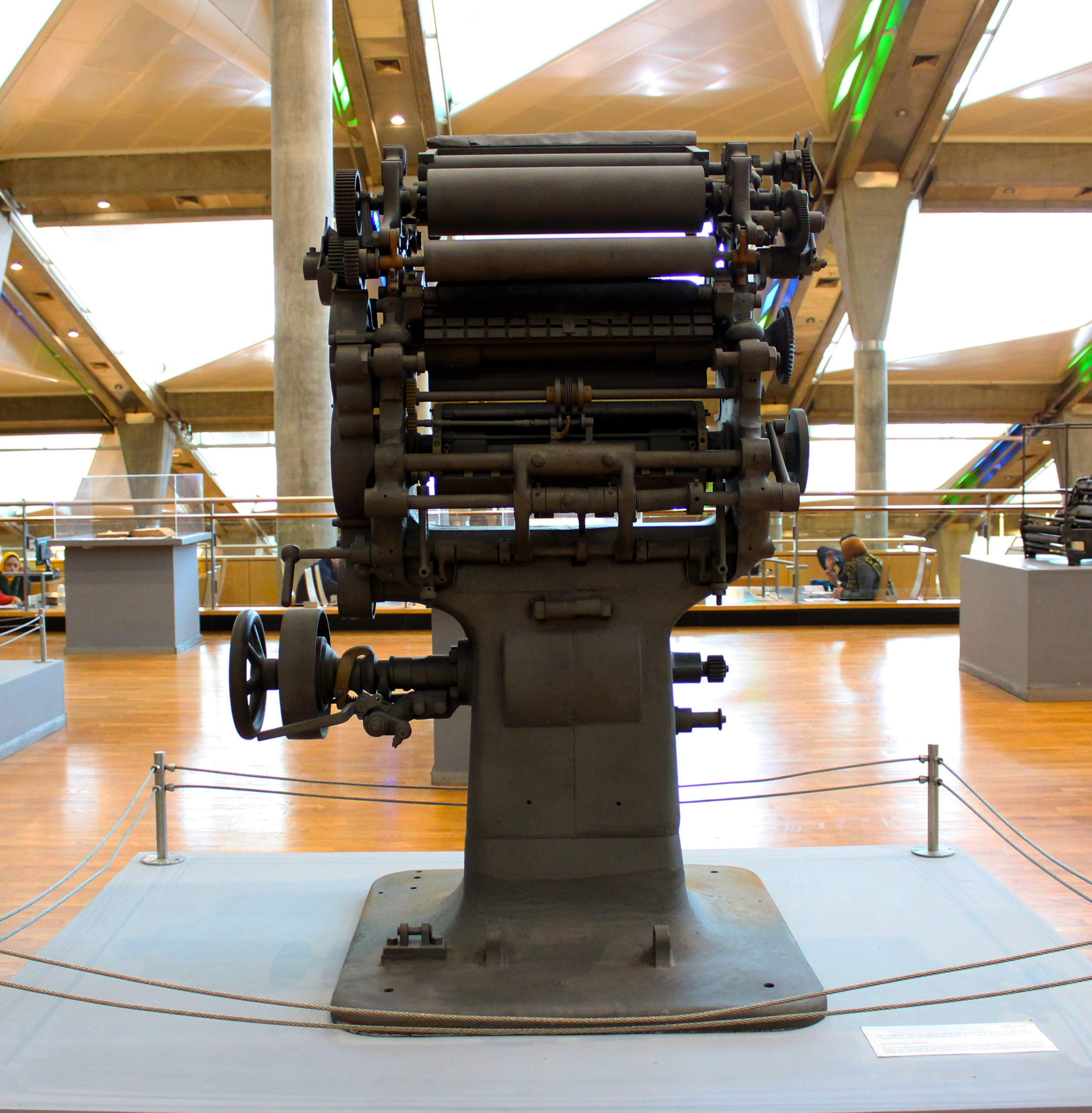
جزء من مطبعة بولاق محفوظ في مكتبة الأسكندرية

3. الوقائع الكريتية صدرت عند أحتلال جزيرة كريت
4. الجرنال الجمعى اصدره ابراهيم باشا

فوضع حجر أساس مطبعة بولاق عام1819 وأفتتحهاعام 1821
ومن عوامل نجاح هذع المطبعة الأتى
- اشترى لها الات طابعة مختلفة الأحجام والانواع الطرز
- أنشأ مسبكا للحروف العربية والتركية بدلا من استيرادها
- ارسل بعثات علمية إلى أوروبا ليتعلموا اصول الفن المطبعى وقد عادوا عام 1819
- انشأ مدرسة صناعية في مطبعة بولاق وأوفد اليها تلامذة الأزهر ليتعلموا هناك لضمان العنصر البشرى
- انشا مصنع صغير للورق بجوار المطبعة

## الطباعة ما بعد محمد على
بعد مطبعة بولاق نشات العديد من المطابع الرسمية مثل
- مطبعة مدرسة الطب بأبى زعبل
- مطعة الطوبجيه بطره
- مطبعة ديوان الجهادية
- مطبعة رأس التين بالأسكندرية

وقد أهداها محمد سعيد باشا إلى صديقه عبد الرحمن رشدى فاشتراها منه الخديوى أسماعيل بعد ذالك

## مطبعة البطريركية القبطية

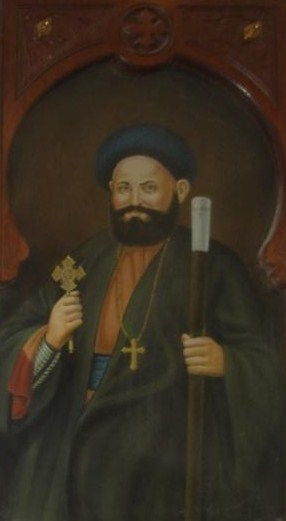
البابا كيرلس الرابع

عندما انتظمت مدارس البنين والبنات ، فكر البابا كيرلس الرابع في شراء مطبعة حتى يتيسر للأقباط طباعة الكتب الكنسية بدلًا من الكتب المخطوطة بسبب ان الكتب المخطوطة قد حرفها النساخ أو كتبوها بخطوط رديئة تصعب قراءتها، وأيضا رأى أن رسالة المدارس لا تكتمل إلا بوجود مطبعة تتولى طبع الكتب المدرسية، فأوفد أربعة من شباب الأقباط إلى المطبعة الأميرية ببولاق ليتعلموا فن صف الحروف، كما كلف الخواجة رفلة عبيد الرومى بشراء المطبعة وأدوات الطباعة من أوروبا، فأرسل البطريرك رسالة إلى وكيل البطريركية بالقاهرة يطلب منه استقبال المطبعة فور وصولها إلى ميناء بولاق بموكب حافل يليق بالمكانة العلمية التى سترتقى بها المطبعة بالأمة القبطية أذ كان يومها في دير الأنبا انطونيوس بالصحراء الشرقية، وبالفعل ارتدى الكهنة ملابس الخدمة، وأنشد التلاميذ أناشيد الفرح.،

## دخول الطباعة الغائرة إلى مصر
مصر أول بلد عربى يعرف الطباعة الغائرة وهذا بفضل أميل جورجى زيدان وقد جلبها إلى القاهرة صاحب دار الهلال ليطبع عليها مجلة المصور عام 1924 فضلا عن مطبوعات دار الهلال

## نماذج من المطبوعات القديمة في مصر

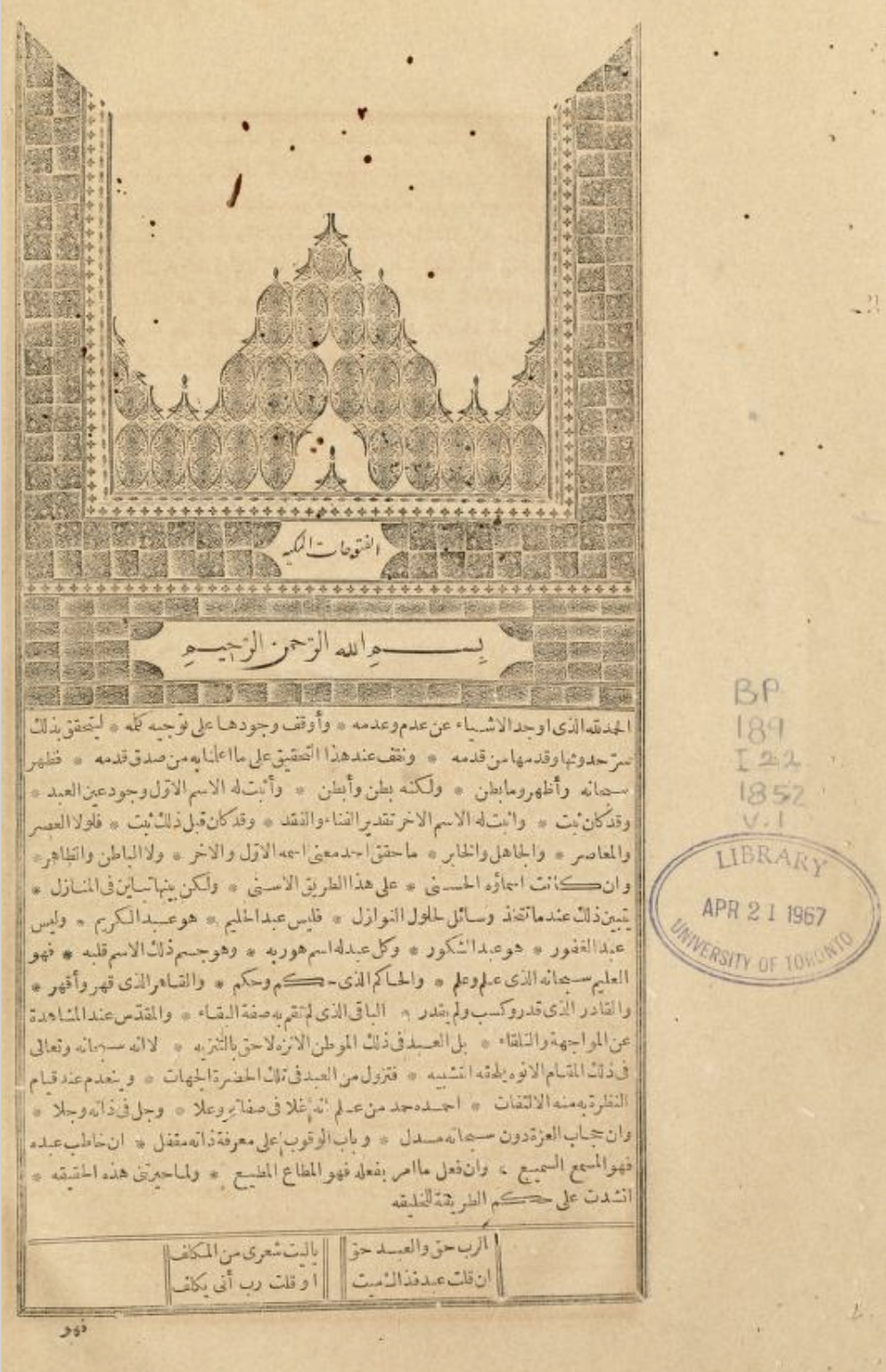
القرأن الكريم من اقدم المطبوعات في مصر
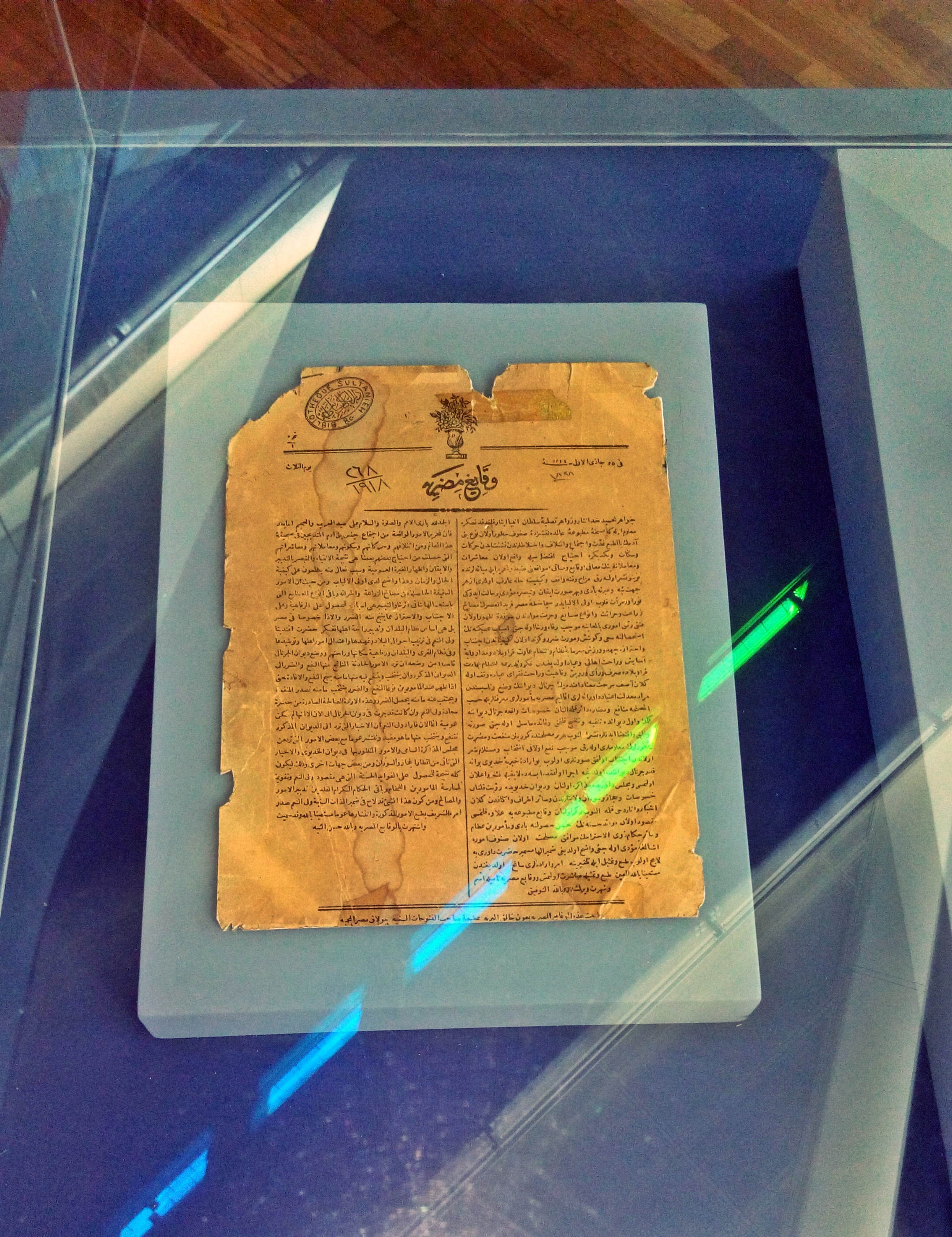
اول عدد من الوقائع المصرية
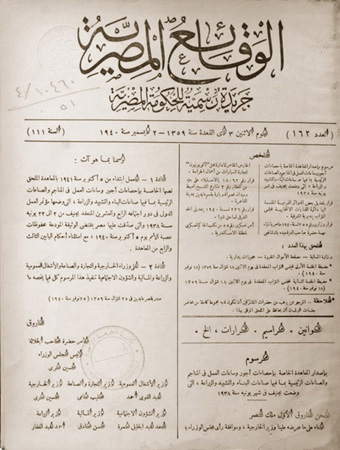
الوقائع المصرية من اوائل المطبوعات في مصر
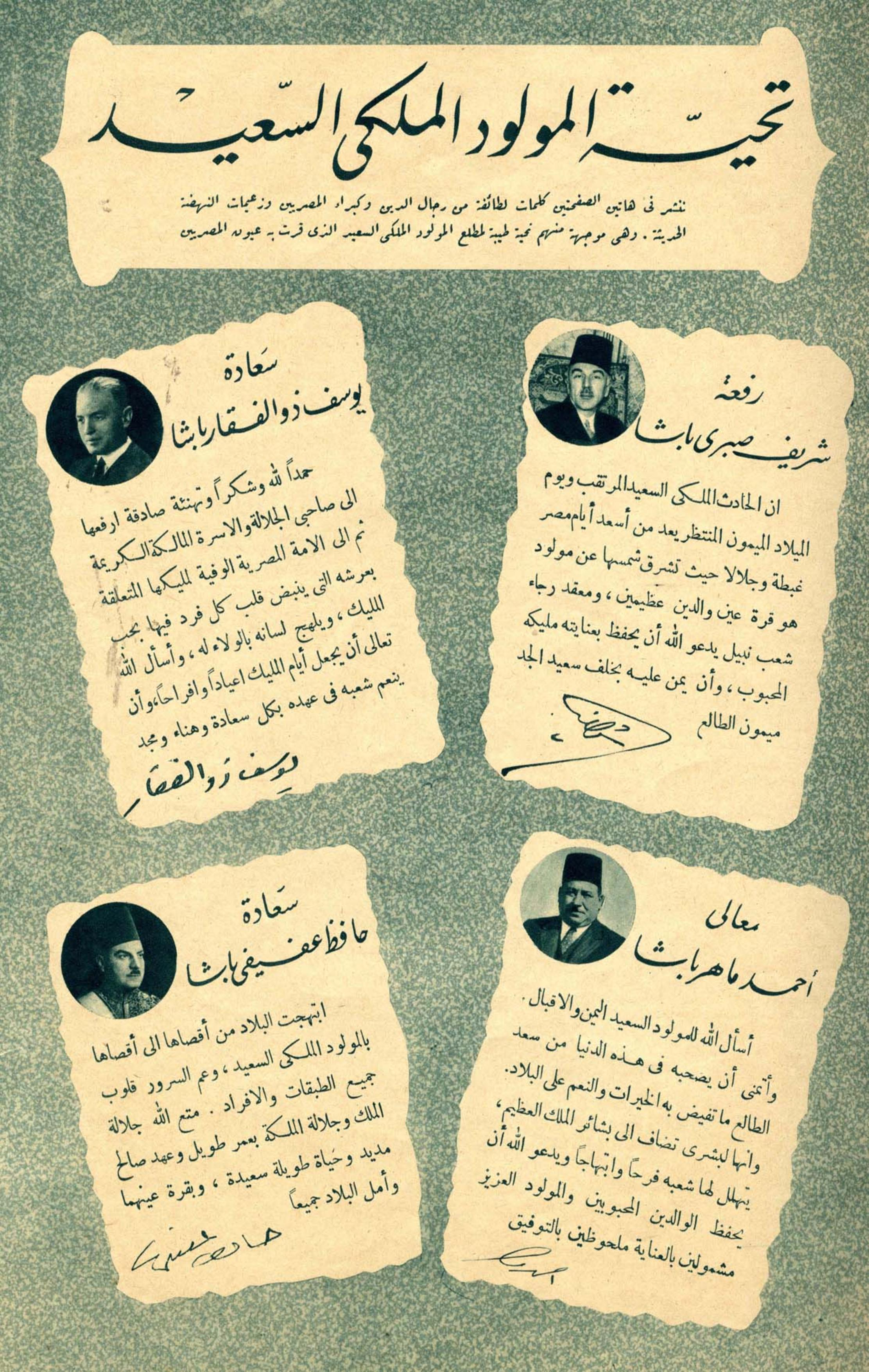
مجلة المصور من اوائل المطبوعات المطبوعة باستخدام الروتوجرافيور